# 卢卡·德马里亚
卢卡·德马里亚（義大利語：Luca De Maria，1989年6月18日—），意大利男子赛艇运动员。他曾代表意大利参加世界赛艇锦标赛，获得一枚金牌、二枚银牌和一枚铜牌，均来自轻量级项目。